# Wahrani (style musical)
Pour les articles homonymes, voir Wahrani.
Le wahrani, l'oranais ou la chanson oranaise, est un style musical qui a son origine dans les banlieues d'Oran des années 1930. Il combine le melhoun avec des éléments amazighs, bédouins et espagnols. Les paroles contiennent parfois que allusions politiques. 

## Historique
Les instruments traditionnels du bedoui sont remplacés par des instruments modernes comme l'oud, l'accordéon, le banjo ou le piano. Par un changement des mélodies et des rythmes, le wahrani a acquis un timbre plus universel que le melhoun, ressemblant ainsi à la musique des pays arabes et aux chansons espagnoles, françaises et latino-américaines qui sont produites en masse. 
Le wahrani diffère du bedoui par sa finesse musicale. De plus, les idées poétiques du wahrani sont plus élaborées que celles du raï.

## Festival
- Festival de la chanson oranaise à Oran[1].

## Artistes représentatifs
- Ahmed Wahby (1921-1993)[2]
- Blaoui Houari (1926-2017)[2]
- Hadjira Bali (1928-1960) [3]
- M'hamed  Benzerga (1936-1959)[2]
- Ahmed Saber (1937-1971)[2]
- Sabah Saghira (1952-2005) [4]